# Praemancalla lagunensis
Praemancalla lagunensis — викопний вид сивкоподібних птахів родини алькових (Alcidae), що існував у пізньому міоцені в Північній Америці. Описаний з решток правої плечової кістки, що знайдені у Каліфорнії.